# Maikki Järnefelt
Maikki Järnefelt   (Joensuu, 26 d'agost de 1871 - Turku, 4 de juliol de 1929) va ser una cantant d'òpera finlandesa (soprano) que va rebre molt reconeixement internacional durant la seva carrera.
També va ser una educadora respectada. Entre 1904 i 1906 va enregistrar uns 20 discs per a "Gramophone" i un als Estats Units el 1921 i dos el 1929. El seu primer espòs fou el compositor Armas Jaernefelt, que va compondre diverses composicions per a la seva dona. L'altre marit va ser el compositor Selim Palmgren, que al seu torn va compondre per a la seva dona diverses cançons populars. Ha estat descrita com la "figura cultural més famosa i estimada de Joensuu de tots els temps". El 1954, una placa commemorativa en bronze dissenyada per l'artista Veikko Jalava es va enganxar a la paret del seu lloc de naixement de Torikatu. Des de llavors la casa ha estat enderrocada, però s'ha col·locat una placa a la paret del solar.
Va escriure les obres Guia d'Art Vocal (1917) i Practica del cant diari (1919).
Va estar soterrada a l'antic cementiri de Hèlsinki. A la tomba hi ha una estàtua de l'escultor Arvi Tynyn, que mostra a una noia que toca l'arpa.